# لصقة الإستروجين
لصقة الإستروجين هي نظام توصيل مركبات هرمون الإستروجين عبر الجلد؛ مثل الاستراديول وإيثينيل الإستراديول والتي يمكن استخدامها في العلاج الهرموني لانقطاع الطمث، والتأنيث بالعلاج الهرموني للنساء المتحولات جنسياً، وتحديد النسل الهرموني، واستخدامات أخرى. يتم استقلاب مستحضرات الإستروجين عبر الجلد بشكل مختلف عن المستحضرات الفموية. هرمون الاستروجين عبر الجلد قادر على تجنب المرور الأول عبر الكبد؛ وبالتالي قد يقلل من خطر تجلط الدم والسكتة الدماغية .
توضع لصقة الإستروجين مباشرة على الجلد، ويفضل أن تكون بالقرب من أسفل البطن أو الوركين أو الأرداف، وعادة ما يتم تغييرها مرة أو مرتين في الأسبوع. بالنسبة للنساء اللواتي لم يخضعن لعملية استئصال الرحم، يُقترح في كثير من الأحيان استخدام البروجستيرون بالإضافة إلى لصقة الإستروجين؛ من أجل حماية بطانة الرحم. لا ينصح باستخدام هرمون الاستروجين عبر الجلد لجميع النساء؛ هناك احتياطات مهمة وآثار جانبية يجب مراعاتها قبل الاستخدام.

## الاستخدامات الطبية

### سن اليأس
قد يُنصح باستخدام لصقة الإستروجين للنساء اللاتي يعانين من أعراض انقطاع الطمث المتوسطة إلى الشديدة، مثل الأعراض الحركية الوعائية وضمور المهبل. أثناء مرحلة انقطاع الطمث، تتوقف المبايض عن إنتاج هرمون الاستروجين مما يؤدي إلى انخفاض مستويات هذا الهرمون. يتسبب التغيير المفاجئ في مستويات هرمون الاستروجين في ظهور أعراض حركية وعائية، مثل الهبات الساخنة. تشير الأبحاث إلى أن لصقة الإستروجين تخفف من تواتر وشدة الأعراض الحركية الوعائية عن طريق زيادة مستويات الإستروجين. يمكن أيضًا استخدام لصقة الاستروجين لعلاج ضمور الفرج والمهبل، وهو عرض آخر لانقطاع الطمث يرتبط بالتغير المفاجئ في مستويات هرمون الاستروجين.

### نقص الإستروجين
قد يشير نقص هرمون الاستروجين، أو نقص هرمون الاستروجين، إلى اقتراب سن اليأس لدى النساء في منتصف العمر. الأسباب الأخرى لنقص الإستروجين هي الإفراط في ممارسة الرياضة، والنظام الغذائي المقيد، وعدم نشاط الغدة النخامية، وفشل المبيض، ومتلازمة تيرنر، وأمراض الكلى. قد تشمل أعراض نقص هرمون الاستروجين الألم أثناء ممارسة الجنس، وعدم انتظام الدورة الشهرية، وتقلب المزاج، والهبات الساخنة، وألام الثدي، والصداع، والاكتئاب، والتعب، وهشاشة العظام، وزيادة خطر الإصابة بعدوى المسالك البولية. يمكن استخدام علاجات الإستروجين، مثل لصقة الإستروجين، للتخفيف من هذه الأعراض عن طريق رفع الإستروجين إلى المستوى الطبيعي. تُنصح النساء في فترة ما قبل انقطاع الطمث بتناول البروجستين مع العلاج بالإستروجين.

### الوقاية من هشاشة العظام
قد تكون لصقات الإستروجين فعالة في الوقاية من هشاشة العظام عند النساء بعد سن اليأس. تشير الأبحاث إلى أن لصقات الإستروجين يمكن أن تزيد بشكل كبير من كثافة المعادن في العظام وتقلل من مخاطر الإصابة بالكسور لدى النساء بعد سن اليأس.
هناك أدلة على أن الجمع بين لصقة الاستروجين وحبوب البروجستين يمكن أن يحسن كثافة المعادن في العظام لدى الرياضيات الشابات اللواتي يعانين من انقطاع الحيض قبل سن اليأس، وقد يكون أكثر فعالية من الإستروجين الفموي مع البروجستين.

### تحديد النسل الهرموني
لصقات منع الحمل مثل نورلجسترومين / إيثينيل إستراديول هي شكل من أشكال لصقات الإستروجين التي تستخدم لتحديد النسل الهرموني.

## لصقات الإستروجين والبروجستيرون
لابد من أخذ البروجستيرون عند استخدام الإستروجين لدى كافة النساء التي لم يخضعن لاستئصال الرحم؛ لتنظيم سمك بطانة الرحم ، وتقليل خطر الإصابة بسرطان بطانة الرحم. نادراً ما تحتاج النساء المصابات باستئصال الرحم إلى البروجستيرون، ومع ذلك يمكن اعتباره إذا كان هناك تاريخ من الإصابة بالانتباذ البطاني الرحمي. هناك أنواع مختلفة من أنظمة توصيل المركبات بروجستيرونية المفعول التي يمكن استخدامها بالإضافة إلى لصقة الإستروجين، بما في ذلك الحبوب والحقن  واللاصقات وغيرها.
اقترحت الأبحاث أن الاستروجين بالإضافة إلى العلاج بالبروجستيرون قد يزيد من خطر الإصابة بالنوبات القلبية والسكتة الدماغية وسرطان الثدي وتجلطات الدم والخرف عند النساء بعد سن اليأس. قد يؤدي تناول أقل جرعة فعالة من كل من الإستروجين والبروجستيرون إلى تقليل المخاطر.

## طرق الاستخدام
اعتمادًا على العلامة التجارية، توضع اللاصقات على الجلد مرة أو مرتين أسبوعياً. يجب وضع اللاصقات على بشرة نظيفة وجافة، خالية من الجروح أو الأضرار ، وخالية من الشعر. المناطق المفضلة للتطبيق تشمل أسفل البطن والورك والأرداف. لا ينبغي أبدا وضع اللاصقات على الثديين. لتقليل مخاطر انفصال اللصقة عن الجلد وتهيج الجلد، يجب تجنب منتجات العناية بالبشرة، التعرض لأشعة الشمس، والملابس الضيقة على موضع اللصقة.

## الآثار الجانبية
الصداع، ألم الثدي، الغثيان، القيء، تساقط الشعر، الإفرازات المهبلية أو التهيجات، وتغيرات الحالة المزاجية هي بعض الآثار الجانبية الشائعة للصقات الإستروجين. قد تشمل الآثار الجانبية الأكثر خطورة الحمى وفقدان الشهية وآلام المفاصل وصعوبة التنفس أو البلع واصفرار الجلد أو العينين.
من العوامل المساعدة على خفض احتمالية حدوث آثار جانبية شديدة أثناء استخدام لصقة الإستروجين زيارة طبيبك بانتظام، وتناول البروجستين، وإجراء فحوصات الحوض والثدي، وخفض ضغط الدم، وخفض الكوليسترول.

## احتياطات
قد تحدث أضرار خطيرة عند استخدام لصقة الإستروجين لدى النساء اللاتي يعانين من الآتي:
- نزيف مهبلي بعد انقطاع الطمث
- بعض أنواع السرطان
- السكتة الدماغية أو النوبة القلبية أو تخثر الدم
- النزيف الذي لا يمكن السيطرة عليه
- النساء الحوامل
- حساسية تجاه المكونات الموجودة في لصقات الإستروجين

## صحة المجتمع

### العلامات التجارية
تتوفر لصقات الإستروجين بأسماء تجارية متعددة في بلدان مختلفة. تتوفر بعض اللاصقات مع البروجستين مثل الليفونورجستريل أو نوريثيستيرون أسيتات أو نوريلجيسترومين .